# Gymnosporia gracilipes
Gymnosporia gracilipes är en benvedsväxtart. Gymnosporia gracilipes ingår i släktet Gymnosporia och familjen Celastraceae.

## Underarter
Arten delas in i följande underarter:
- G. g. arguta
- G. g. gracilipes